# Faraomyra
Faraomyra (Monomorium pharaonis) är en liten gulaktig myra som förekommer i tropiska områden världen över, men som även kan invadera uppvärmda byggnader i områden med tempererat klimat, speciellt byggnader med anknytning till distribution och lagring av livsmedel, men det förekommer också att den invaderar bostäder och sjukhus. Den betraktas som ett skadedjur, eftersom den dels äter på livsmedel avsedda för människan och dels kan sprida sjukdomar. Dess litenhet (arbetarna blir bara cirka 2 millimeter långa) och små bon gömda i sprickor och andra svåråtkomliga skrymslen gör att den ofta inte upptäcks så snabbt och är svår att bekämpa. 
Drottningarnas längd är cirka 4 millimeter och hanarnas längd är upp till 3 millimeter. 
Faraomyran förekom ursprungligen endast i tropiska och subtropiska trakter men har under modern tid spridit sig till de flesta städer i Europa och vidare så långt bort som till Sibirien. På 1930-talet hade den nått Köpenhamn, förekommer sporadiskt även i Sverige. Sommaren 2017 har den nått Landskapet Åland, Hammarland.

## Levnadssätt
Faraomyrans samhällen kan, trots att de är små, innehålla ett stort antal individer och flera fortplantningsdugliga honor. Nya samhällen bildas genom att någon drottning, följd av ett antal arbetare som bär med sig ägg och larver, ger sig av från ett äldre samhälle då detta vuxit sig för stort. 
Utvecklingen från ägg till fullbildad myra är mellan 5 och 7 veckor. Av denna tid utgör larvstadiet 18-24 dygn och puppstadiet varar i 9-12 dygn. 
Livslängden för en drottning kan vara upp till 9 månader, medan hanen inte lever i mer än 2 eller 3 veckor. 